# RainSong
Rainsong — американская компания, производящая акустические гитары класса hi-end. Отличительной особенностью гитар Rainsong является то, что их корпус сделан целиком из углеволокна. Такие гитары имеют характерное узнаваемое звучание, чистый верхний диапазон и богатые басы, кроме того они звучат громче гитар, сделанных из дерева. Модельный ряд включает 6- и 12-струнные гитары различного размера.
Компания Rainsong изначально базировалась на Гавайях, на острове Мауи. В 2001 году она переехала в Вудинвиль, штат Вашингтон, где и располагается по настоящее время.

## Стиль корпусов гитар RainSong
RainSong предлагает пять различных стилей корпуса своих гитар в нескольких различных «сериях». Предлагаемые ими типы корпуса, показанные на рисунке ниже, — это DR (дредноут), JM, OM, WS и PA. Каждый из них разработан для разного эффекта и качества звука.

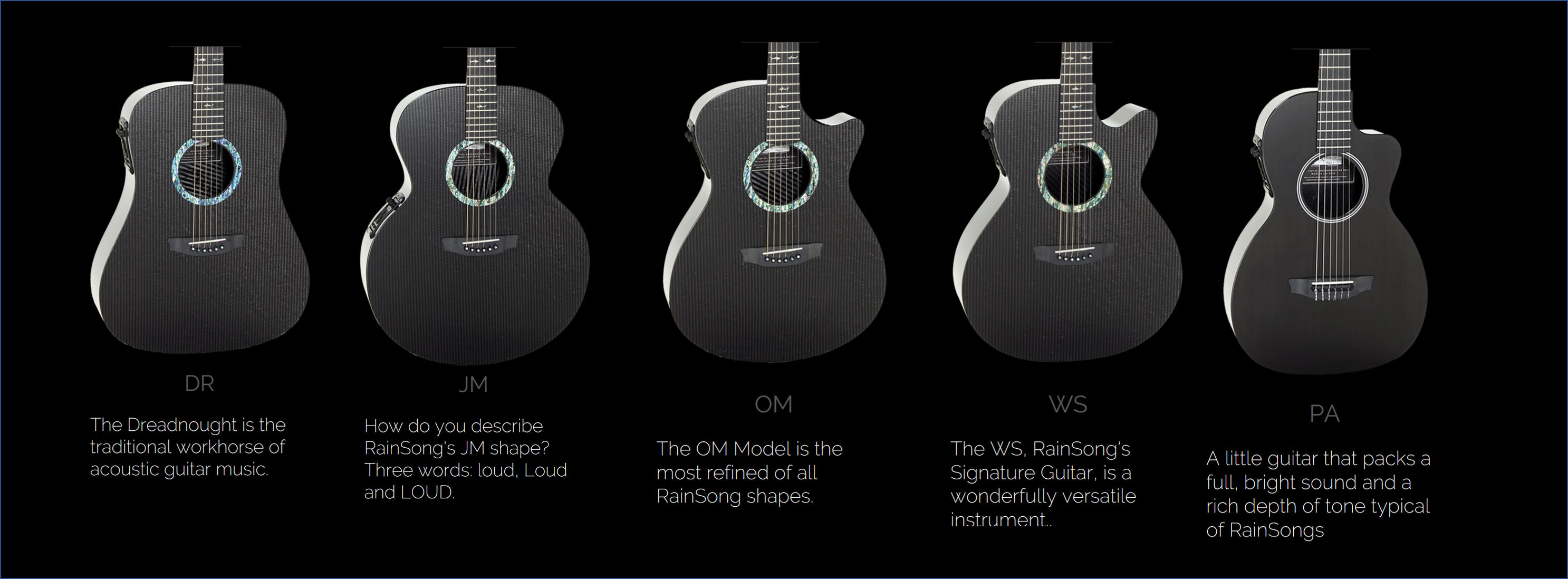
Различные стили корпуса гитар RainSong